# Sos del Rey Católico
Sos del Rey Católico – gmina w Hiszpanii, w prowincji Saragossa, w Aragonii, o powierzchni 216,62 km². W 2011 roku gmina liczyła 646 mieszkańców.